# Sonny Chiba

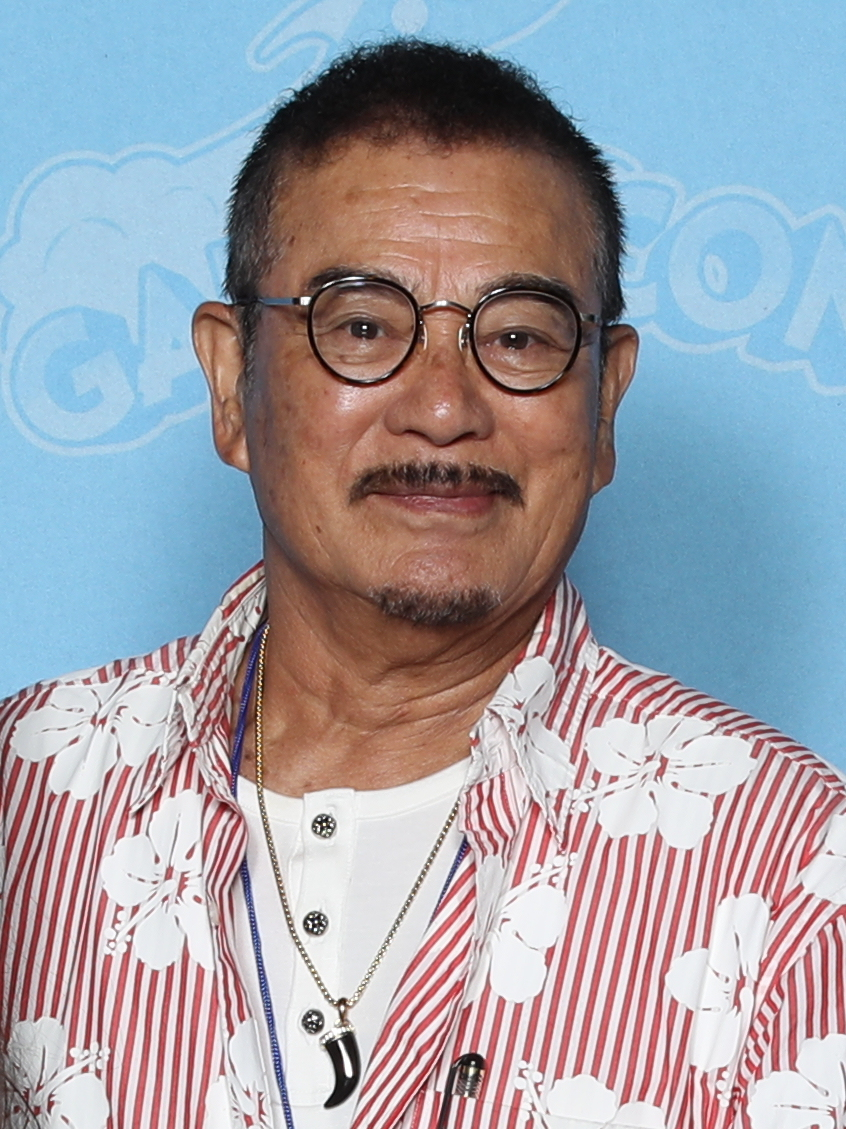
Sonny Chiba, 2019

Shinichi Chiba (japanisch 千葉 真一, Chiba Shin’ichi; eigentlich Sadaho Maeda; bekannt auch als Sonny Chiba; * 23. Januar 1939 in Fukuoka, Präfektur Fukuoka; † 19. August 2021 in Kisarazu, Präfektur Chiba) war ein japanischer Schauspieler, der durch Karatefilme wie The Streetfighter und die Kage-no-Gundan-Serie bekannt wurde.

## Leben
Chiba studierte ab 1957 Martial Arts an der Nippon Sport Science University. Zu seinen Lehrern gehörte Ōyama Masutatsu, bei dem er 1965 seinen ersten Schwarzen Gürtel in Karate erhielt und den er in den 1970er Jahren in einer Filmtrilogie verkörperte. Sein Fernseh- und Filmkarriere begann Chiba im Jahr 1960. Mehrfach drehte er mit Regisseur Kinji Fukasaku. Er wirkte in über 200 Film- und Fernsehproduktionen mit, wovon nur ein kleiner Bruchteil in Deutschland ausgewertet wurde. Im Jahr 1993 würdigte Drehbuchautor Quentin Tarantino ihn mit einer Hommage in True Romance, wodurch er auch im Westen einen größeren Bekanntheitsgrad erlangte.
Chiba erwarb auch Schwarze Gürtel in anderen Kampfsportarten wie Ninjutsu. Sein letzter Film, Bond of Justice: Kizuna, wird postum veröffentlicht werden. 1990 gab Chiba mit Der Schrecken der Berge sein Regiedebüt.
Er starb im August 2021 im Alter von 82 Jahren an den Folgen einer COVID-19-Erkrankung im Kimitsu-Krankenhaus in Kisarazu.

## Filmografie (Auswahl)

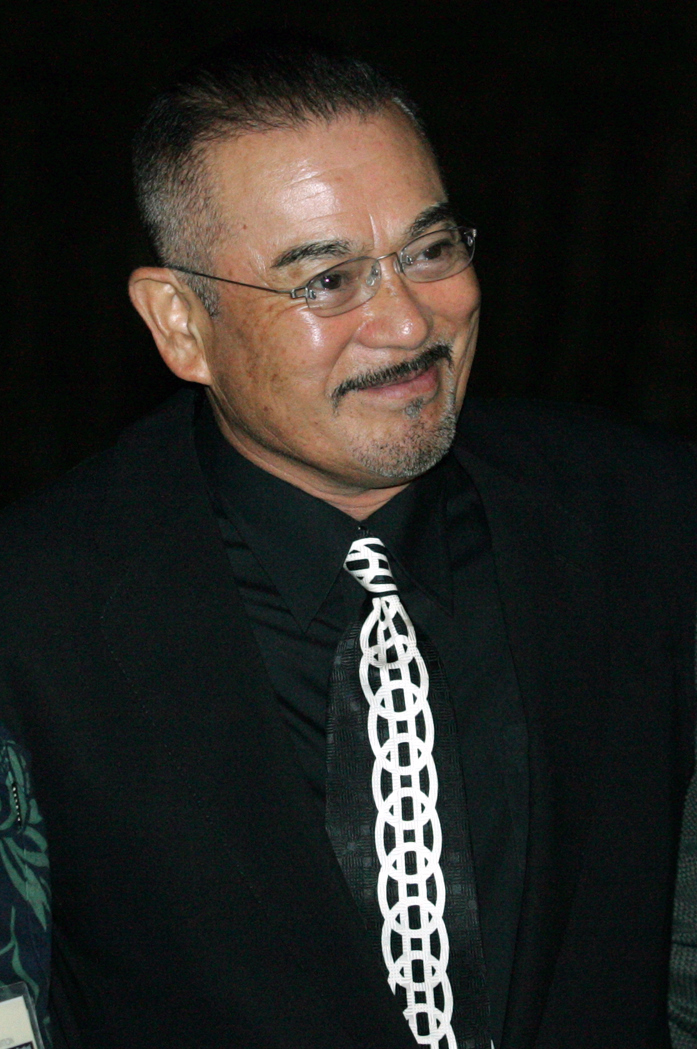
Sonny Chiba, 2007

- 1959: Nana-iro kamen (Fernsehserie)
- 1961: Invasion vom Neptun (Uchū Kaisokusen)
- 1966: UX-Bluthund. Tauchfahrt des Schreckens (Kaitei Daisensō)
- 1966: Young Kamikaze & Co. – K.M. jagt Feuervogel (Kamikaze yarô)
- 1973: Kiba, der Leibwächter (Bodigâdo Kiba)
- 1974: Der Karate-Tiger (Onna hissatsu ken)
- 1974: Sonny Chiba – Der unerbittliche Vollstrecker (Satsujinken 2)
- 1974: Der Wildeste von allen (Gekitotsu! Satsujinken)
- 1975: Panik im Tokio-Express (Shinkansen Daibakuha)
- 1976: Kurata – Seine Faust ist der Tod (Hissatsu Onna Kenshi)
- 1977: In der Höhle des schwarzen Panthers (Gekisatsu! Jadōken)
- 1978: Im Schatten des Shogun (Yagyû ichizoku no inbô)
- 1978: Sternenkrieg im Weltall (Uchū kara no Messeji)
- 1979: Hunter in the Dark (Yami no karyudo)
- 1979: Tag der Apokalypse (Time Slip)
- 1980: Overkill – Durch die Hölle zur Ewigkeit (Fukkatsu no Hi)
- 1981: Diamanten auge (Hoero tekken)
- 1981: Samurai Reincarnation (Makai Tensho)
- 1981: Das Schwert des Shogun (The Bushido Blade)
- 1982: The Ninja Wars (Iga ninpôchô)
- 1982: Die Todestreppe (Kamata kôshinkyoku)
- 1983: Die Legende von den acht Samurai (Satomi Hakkenden)
- 1989: Der Schatten des Shogun (Shōgun Iemitsu no Ranshin)
- 1990: Der Schrecken der Berge (Rimeinzu) (Regie)
- 1992: Die Asse der stählernen Adler (Aces: Iron Eagle III)
- 1992: Double Cross (Itsuka Giragira Suru Hi)
- 1994: Resort to Kill (Immortal Combat)
- 1994: Codename: Silencer (The Silencer)
- 1998: Stormriders (Feng Yun)
- 2002: Deadly Outlaw Rekka (Jitsuroku Andō Noboru Kyōdōden: Rekka)
- 2003: Kill Bill – Volume 1
- 2003: Battle Royale II: Requiem (Batoru Rowaiaru II: Chinkonka)
- 2004: Explosive City (Bau lit do sei)
- 2006: The Fast and the Furious: Tokyo Drift
- 2012: Sushi Girl
- 2024: Bond of Justice: Kizuna Part II – Judgement